# The Best of Coal Chamber
| Críticas profissionais | Críticas profissionais |
| Avaliações da crítica  | Avaliações da crítica  |
| Fonte                  | Avaliação              |
| ---------------------- | ---------------------- |
| Allmusic               | [ 1 ]                  |
| CDNow                  | 4 de 5 estrelas.       |

The Best of Coal Chamber é um álbum dos melhores êxitos da banda Coal Chamber, lançada a 10 de Agosto de 2004 pela Roadrunner.

## Faixas
1. "Loco"
  - Do álbum Coal Chamber
2. "Oddity"
  - Do álbum Coal Chamber
3. "Big Truck" (Hand-on-Wheel Mix)
4. "Sway"
  - Do álbum Coal Chamber
5. "Clock"
  - Do álbum Coal Chamber
6. "Not Living"
  - Do álbum Chamber Music
7. "El Cu Cuy"
  - Do álbum Chamber Music
8. "Tyler's Song"
  - Do álbum Chamber Music
9. "My Mercy"
  - Do álbum Chamber Music
10. "Fiend"
  - Do álbum Dark Days
11. "Something Told Me"
  - Do álbum Dark Days
12. "Dark Days"
  - Do álbum Dark Days
13. "Beckoned"
  - Do álbum Dark Days
14. "One Step" (Chop Shop Mix)